# 41a Divisió (Exèrcit Popular de la República)
La 41a Divisió va ser una de les divisions de l'Exèrcit Popular de la República que es van organitzar durant la Guerra Civil espanyola sobre la base de les Brigades Mixtes. Va prendre part en les batalles Terol, Alfambra i Llevant.

## Historial
La unitat va ser a l'abril de 1937, en el front de Terol. Va quedar formada per les brigades 57a, 58a i 83a. La divisió inicialment va quedar adscrita a l'«Exèrcit d'operacions de Terol», passant amb posterioritat al XIII Cos d'Exèrcit. La 41a Divisió, agregada al XIX Cos d'Exèrcit, va estar present durant la batalla de Terol.
De cara a l'ofensiva franquista en el front de Llevant la divisió va ser agregada a l'anomenat «Cos d'Exèrcit de la Costa», defensant el sector costaner; més endavant s'integraria en el XXII Cos d'Exèrcit. Al juny la 41a Divisió es trobava situada a l'altura de Castelló de la Plana, població que va perdre el 14 de juny. Posteriorment la unitat passaria a la reserva a la comarca de Sagunt-Almenara, i fou sotmesa a un procés de reorganització.
Algun temps després seria enviada com a reforç al capdavant d'Extremadura, en resposta a l'ofensiva franquista en aquest sector. Durant els combats que es van succeir la unitat va quedar molt infringida, havent de ser sotmesa a una profunda reorganització. La unitat va quedar assignada al VII Cos d'Exèrcit.

## Comandaments
Comandants
- tinent coronel Manuel Eixea Vilar;[11]
- comandant d'infanteria Luis Menéndez Maseras;
- major de milícies Antonio Cortina Pascual;[12]
- major de milícies Damián Fernández Calderón;[13]

Comissaris
- Marcos García Callejo, de la CNT;[14]
- Félix Navarro Serrano, del PCE;[15]
- Germán Clement de la Cruz;

Caps d'Estat Major
- comandant d'infanteria Agustín Fuster Picó;
- major de milícies José Rodríguez Pérez;
- capità d'infanteria Manuel Farra Cerdán;

## Ordre de batalla
| Data               | Cos d'Exèrcit adscrit     | Brigades Mixtes integrades | Front de batalla |
| ------------------ | ------------------------- | -------------------------- | ---------------- |
| Abril-maig de 1937 | —                         | 57a, 58a i 83a             | Terol            |
| Desembre de 1937   | XIX Cos d'Exèrcit         | 57a, 58a i 97a             | Terol            |
| 30 d'abril de 1938 | Cos d'Exèrcit de la Costa | 57a, 58a i 83a             | Llevant          |
| Agost de 1938      | VII Cos d'Exèrcit         | 4a, 81a i 193a             | Extremadura      |
| Desembre de 1938   | VII Cos d'Exèrcit         | 81a, 91a i 193a            | Extremadura      |